# Niño Surban
Niño Surban ist ein philippinischer Mountainbike- und Straßenradrennfahrer.
Niño Surban wurde 2003 Dritter bei der Tour de Leyte. In der Saison 2007 wurde er dreimal Tagesdritter bei der Omega Painkiller Tour of Cebu und belegte dort auch den dritten Platz in der Gesamtwertung. Bei den Südostasienspielen in Nakhon Ratchasima gewann er auf dem Mountainbike die Bronzemedaille im Cross Country-Wettbewerb. 2008 war Surban bei der ersten Etappe der Tour ni Frank erfolgreich.

## Erfolge – Mountainbike
2007
- Südostasienspiele – Cross Country

2014
- Philippinischer Meister – Cross Country